# Jayden Meghoma
Jayden Ade Trindade Meghoma (Inglaterra, 28 de junio de 2006) es un futbolista británico que juega como defensa en el Rangers F. C. de la Scottish Premiership.

## Selección nacional
El 2 de noviembre de 2023 fue seleccionado en la lista definitiva de Inglaterra sub-17 para el Mundial sub-17.

## Estadísticas

### Clubes
Actualizado al último partido disputado el 21 de abril de 2025.
| Club                               | Div.          | Temporada     | Liga  | Liga  | Copas nacionales | Copas nacionales | Copas internacionales | Copas internacionales | Total | Total |
| Club                               | Div.          | Temporada     | Part. | Goles | Part.            | Goles            | Part.                 | Goles                 | Part. | Goles |
| ---------------------------------- | ------------- | ------------- | ----- | ----- | ---------------- | ---------------- | --------------------- | --------------------- | ----- | ----- |
| Southampton F. C. Inglaterra       | 2.ª           | 2023-24       | 0     | 0     | 1                | 0                | —                     | —                     | 1     | 0     |
| Southampton F. C. Inglaterra       | Total club    | Total club    | 0     | 0     | 1                | 0                | 0                     | 0                     | 1     | 0     |
| Brentford F. C. Inglaterra         | 1.ª           | 2024-25       | 1     | 0     | 3                | 0                | —                     | —                     | 4     | 0     |
| Brentford F. C. Inglaterra         | Total club    | Total club    | 1     | 0     | 3                | 0                | 0                     | 0                     | 4     | 0     |
| Preston North End F. C. Inglaterra | 2.ª           | 2024-25       | 12    | 0     | 2                | 0                | —                     | —                     | 14    | 0     |
| Preston North End F. C. Inglaterra | Total club    | Total club    | 12    | 0     | 2                | 0                | 0                     | 0                     | 14    | 0     |
| Rangers F. C. Escocia              | 1.ª           | 2025-26       | 0     | 0     | 0                | 0                | 0                     | 0                     | 0     | 0     |
| Rangers F. C. Escocia              | Total club    | Total club    | 0     | 0     | 0                | 0                | 0                     | 0                     | 0     | 0     |
| Total carrera                      | Total carrera | Total carrera | 13    | 0     | 6                | 0                | 0                     | 0                     | 19    | 0     |